# 친전자성 아미노화
친전자성 아미노화(영어: electrophilic amination)는 친핵성 탄소 음이온과 친전자성 질소원의 반응을 통해 탄소-질소 결합을 형성하는 화학적 과정이다.

## 같이 보기
- 친전자체
- 아미노화